# Luftriffel
En luftriffel eller et luftgevær er en af flere forskellige typer våben, der fungerer ved hjælp af trykluft. Andre typer er bl.a. Luftpistoler, Softguns og Paintball-våben.
Luftvåben anvendes bl.a. til jagt på mindre dyr, konkurrenceskydning og i skydetelte i forlystelsesparker.

## Manuelle luftvåben
De fleste luftvåben fungerer ved, at en fjederbelastet pumpe spændes, så den ved aftræk (aktivering) komprimerer luften i pumpen, og derved sender et projektil (normalt for luftvåben kaldet hagl), af sted.
Nogle typer tillader skytten at pumpe et lille luftkammer op, som derefter åbnes ved aftræk.
Spænding af fjederen sker ved at "knække" våbnet, eller ved hjælp af en ladearm (oftest en stang monteret parallelt med og under løbet/på siden af forskæftet.
Selve ladningen er mest manuel, dvs. at man med fingrene indfører haglet i løbets nu blottede bagende.

## Trykluftvåben
I de senere år er trykluftvåben kommet på banen og omend dyre i forhold til fjederbøsser, blevet meget populære.
De fungerer ved, at der på våbnet er monteret en beholder med CO2 eller komprimeret luft
(kaldet PCP eller pre-charged pneumatic). Når våbnet "lades" (med luft), sker det ved, at luftkammeret bliver fyldt med en bestemt mængde luft fra beholderen, hvilket normalt sker automatisk.
CO2 er af miljømæssige hensyn på vej ud igen, og tilbage er så trykluftvåben med komprimeret luft.
En luftbeholder fyldes ved hjælp af en kompressor, pumpe eller en dykkerflaske, med 200 – 300 bar kondensfri atmosfærisk luft og påskrues våbnet. Alternativt tilsluttes våbnet pumpen/flasken. Ved ladning (med luft) fyldes kammeret med et arbejdstryk på omkring 65 bar.
Dette arbejdstryk er meget præcist, og nøjagtig ens fra skud til skud (så længe luftbeholderen har et højere tryk).
Det gør, at præcisionen i trykluftvåben er høj. Luftvåben regnes som meget træfsikre inden for sportsskydning, endda mere træfsikre end krudtvåben, ikke mindst fordi de fortryksladede er stort set rekylfri.
Selve ladningen (med ammunition) foregår sjældent manuelt, men oftest fra tromlemagasiner, gerne med et enkelt, simpelt håndgreb.

## Udgangshastighed
Udgangshastigheden for et hagl i et sportsvåben (målt 1 meter fra mundingen) er typisk lige under 180 m/s.
Jagtvåben kan have en væsentlig højere udgangshastighed, faktisk tæt på det dobbelte.

## Ammunition
En velkendt type ammunition er diabolo (hagl, formet omtrent som en Diabolo), eller fladhagl. Desuden kan anvendes små pile eller helt runde kugler (også kaldet 'BB's ).
Haglene er mest lavet af bly, men der er inden for de senere år kommet flere nye blyfrie typer, som er væsentlig bedre for miljøet.

### Kalibre
Luftvåben findes generelt i 3 kalibre; 4,5 mm (kaliber .177), 5,5 mm (kaliber .22) og 6.35 mm (kaliber .25). Der findes også våben i større kalibre f.eks 9 mm, .35 cal og 12.7 mm, .50 cal.
4,5mm er den kaliber, der oftest benyttes til sportsvåben. Det giver et let hagl, og en forholdsvis lille masse, der skal sendes af sted gennem luften, med en deraf optimal ballistik.
Dog kan nogle kraftige geværer sende lette hagl af sted med en hastighed, som overstiger haglets aerodynamiske egenskaber, førende til ringere træfsikkerhed.
De større kalibre benyttes oftest til jagt, idet den større masse (trods lavere hastighed) giver en større anslagsenergi, hvilket er medbestemmende for, om haglet kan virke dræbende.
Tungere kalibre flyver desuden længere (omend med højere skudbane) og er mindre vindfølsomme.
Alt i alt er kalibervalg en afvejning af, hvad man skal bruge sit våben til.

## Tilladelse
Pr. 1. juni 2012 kræver det tilladelse fra politiet at indføre, fremstille, erhverve, besidde, bære og anvende luftvåben med en kaliber på over 4,5 mm.
CO2-drevne våben, der skyder med metalhagl er tilladelseskrævende jf. våbenloven.

## Links til typiske sportsvåben
- Feinwerkbau Arkiveret 23. september 2006 hos  Wayback Machine
- Anschütz Arkiveret 19. oktober 2006 hos  Wayback Machine
- Walther Arkiveret 5. oktober 2006 hos  Wayback Machine
- Tesro Arkiveret 14. august 2006 hos  Wayback Machine
- Steyr Arkiveret 9. november 2006 hos  Wayback Machine